# Llista d'asos de l'aviació soviètics de la Segona Guerra Mundial
La llista d'asos de l'aviació soviètics de la Segona Guerra Mundial és una relació dels asos de l'aviació de la Força Aèria Soviètica durant la Segona Guerra Mundial.
| Nom                             | Victòries | Compartides | Notes                                                                                |
| ------------------------------- | --------- | ----------- | ------------------------------------------------------------------------------------ |
| Amet-Khan, Sultan               | 30        | 19          | Heroi de la Unió Soviètica · Heroi de la Unió Soviètica                              |
| Aleliukin, Aleksi               | 40        | 17          | Heroi de la Unió Soviètica · Heroi de la Unió Soviètica                              |
| Babak, Ivan                     | 35        | 5           | Heroi de la Unió Soviètica                                                           |
| Baranov, Mihaïl                 | 24        | 28          | Heroi de la Unió Soviètica                                                           |
| Budanova, Kàtia                 | 11        |             |                                                                                      |
| Txubukov, Fiodor                | 35        | 5           | Heroi de la Unió Soviètica                                                           |
| Avdéiev, Aleksandr              | 13        |             | Heroi de la Unió Soviètica                                                           |
| Evstigneev, Kirill              | 55        | 2           | Heroi de la Unió Soviètica · Heroi de la Unió Soviètica                              |
| Glinka, Dimitri Borisovitx      | 50        |             | Heroi de la Unió Soviètica · Heroi de la Unió Soviètica                              |
| Gnido, Petr                     | 34        | 6           | Heroi de la Unió Soviètica                                                           |
| Gritsevets, Sergei              | 16        | 26          | Heroi de la Unió Soviètica · Heroi de la Unió Soviètica                              |
| Gulaiev, Nikolai                | 57        | 3           | Heroi de la Unió Soviètica · Heroi de la Unió Soviètica                              |
| Kamozin, Pavel                  | 35        | 13          | Heroi de la Unió Soviètica · Heroi de la Unió Soviètica                              |
| Kiriliuk, Víctor                | 32        | 9           | Heroi de la Unió Soviètica                                                           |
| Kleixtxev, Ivan                 | 16        | 32          | Heroi de la Unió Soviètica                                                           |
| Kokedub, Ivan                   | 62        |             | Heroi de la Unió Soviètica · Heroi de la Unió Soviètica · Heroi de la Unió Soviètica |
| Komelkov, Mikhaïl               | 33        | 7           | Heroi de la Unió Soviètica                                                           |
| Kotxekov, Aleksandr             | 34        | 8           | Heroi de la Unió Soviètica                                                           |
| Krasnov, Nikolai                | 46        |             | Heroi de la Unió Soviètica                                                           |
| Kuznetsov, Nikolai              | 25        | 12          | Heroi de la Unió Soviètica · Heroi de la Unió Soviètica                              |
| Kuzmin, Georgi                  | 21        |             | Heroi de la Unió Soviètica                                                           |
| Lavrinenkov, Vladimir           | 35        | (+11)       | Heroi de la Unió Soviètica · Heroi de la Unió Soviètica                              |
| Lítviak, Lídia                  | 12        | 6           | Heroi de la Unió Soviètica                                                           |
| Luganski, Sergei                | 37        | 6           | Heroi de la Unió Soviètica · Heroi de la Unió Soviètica                              |
| Maresiev, Alexei                | 11        |             | Heroi de la Unió Soviètica                                                           |
| Morgunov, Sergei                | 42        |             | Heroi de la Unió Soviètica                                                           |
| Nóvikov, Konstantin             | 30        | 10          | Heroi de la Unió Soviètica                                                           |
| Pilipenko, Ivan                 | 13        | 29          | Heroi de la Unió Soviètica                                                           |
| Pivovarov, Mikhaïl              | 40        | 1           | Heroi de la Unió Soviètica                                                           |
| Pixkun, Ivan                    | 20        | 35          | Heroi de la Unió Soviètica                                                           |
| Pokrixkin, Alexandr             | 59        |             | Heroi de la Unió Soviètica · Heroi de la Unió Soviètica · Heroi de la Unió Soviètica |
| Popkov, Vitalii                 | 41        | 1           | Heroi de la Unió Soviètica · Heroi de la Unió Soviètica                              |
| Retxkalov, Grigori              | 56        | (+5)        | Heroi de la Unió Soviètica · Heroi de la Unió Soviètica                              |
| Riazanov, Aleksei               | 32        | 16          | Heroi de la Unió Soviètica · Heroi de la Unió Soviètica                              |
| Xestakov, Lev                   | 26        |             | Heroi de la Unió Soviètica                                                           |
| Skomorokov, Nikolai             | 46        | 8           | Heroi de la Unió Soviètica · Heroi de la Unió Soviètica                              |
| Smirnov, Alexei                 | 34        | 15          | Heroi de la Unió Soviètica · Heroi de la Unió Soviètica                              |
| Sitov, Ivan                     | 26        | 4           | Heroi de la Unió Soviètica                                                           |
| Vorojeikin, Arsenii             | 52        | 14          | Heroi de la Unió Soviètica · Heroi de la Unió Soviètica                              |
| Ievstigneiev, Kirill            | 52        | 3           | Heroi de la Unió Soviètica · Heroi de la Unió Soviètica                              |
| Zelenkin, Mikhaïl               | 28        | 4           | Heroi de la Unió Soviètica                                                           |
| Didenko, Gabriel Vlasovitx      | 28        |             | Heroi de la Unió Soviètica                                                           |
| Schütte, Nicholas               | 55        |             | Heroi de la Unió Soviètica                                                           |
| Zaitsev, Vasili                 | 34        | 19          | Heroi de la Unió Soviètica · Heroi de la Unió Soviètica                              |
| Osipenko, Alexander Stepanovich | 17        | 34          | Heroi de la Unió Soviètica                                                           |
| Clubs, Alexander Fedorovich     | 31        | 19          | Heroi de la Unió Soviètica · Heroi de la Unió Soviètica                              |
| Wizards, Alexander              | 46        | 1           | Heroi de la Unió Soviètica · Heroi de la Unió Soviètica                              |
| Serov, Vladimir                 | 41        | 6           | Heroi de la Unió Soviètica                                                           |
| Tvelenev, Mikhaïl               | 18        | 28          | Heroi de la Unió Soviètica                                                           |
| Tvelenev, Mikhaïl               | 18        | 28          | Heroi de la Unió Soviètica                                                           |
| Txernobai, Andrei               | 18        | 28          | Heroi de la Unió Soviètica                                                           |
| Txernobai, Andrei               | 18        | 28          | Heroi de la Unió Soviètica                                                           |
| Kostilev, George                | 11        | 35          | Heroi de la Unió Soviètica                                                           |
| Kostilev, George                | 11        | 35          | Heroi de la Unió Soviètica                                                           |
| Ixmelev, Ilva                   | 29        | 16          | Heroi de la Unió Soviètica                                                           |
| Baklan, Andrei                  | 22        | 23          | Heroi de la Unió Soviètica                                                           |
| Kudimov, Dmitri                 | 16        | 29          |                                                                                      |
| Rexetov, Alexis                 | 35        | 8           | Heroi de la Unió Soviètica                                                           |
| Trofímovitx, Nicholas           | 34        | 8           | Heroi de la Unió Soviètica                                                           |
| Zelenov, Nicholas               | 32        | 10          | Heroi de la Unió Soviètica                                                           |
| Kutakov, Pavel                  | 14        | 28          | Heroi de la Unió Soviètica · Heroi de la Unió Soviètica                              |
| Klepikov, Nikolai               | 10        | 32          | Heroi de la Unió Soviètica                                                           |
| Nikifotovitx, Ivan              | 33        | 8           | Heroi de la Unió Soviètica · Heroi de la Unió Soviètica                              |
| Nikifotovitx, Ivan              | 33        | 8           | Heroi de la Unió Soviètica · Heroi de la Unió Soviètica                              |
| Karasev, Alexandr               | 32        | 9           | Heroi de la Unió Soviètica                                                           |
| Maslov, Ivan                    | 23        | 18          | Heroi de la Unió Soviètica                                                           |
| Dmitriuk, Gregori               | 15        | 26          | Heroi de la Unió Soviètica                                                           |
| Zaitsev, Aleksandr              | 14        | 20          |                                                                                      |
| Lovànov, Aleksandr              | 26        | 14          | Heroi de la Unió Soviètica                                                           |
| Zalewski, Vladimir              | 17        | 23          | Heroi de la Unió Soviètica                                                           |
| Botxkov, Ivan                   | 8         | 32          | Heroi de la Unió Soviètica                                                           |
| Gorokhov, Iuri                  | 23        | 10          | Heroi de la Unió Soviètica                                                           |
| Muraviev, Pau                   | 25        | 5           | Heroi de la Unió Soviètica                                                           |
| Kulagin, Andrei                 | 32        | 7           | Heroi de la Unió Soviètica                                                           |
| Makarov, Valentí                | 30        | 9           | Heroi de la Unió Soviètica                                                           |
| Likhobabin, Ivan                | 30        | 9           | Heroi de la Unió Soviètica                                                           |
| Safonov, Borís                  | 25        | 14          | Heroi de la Unió Soviètica · Heroi de la Unió Soviètica                              |
| Ignatiev, Nikolai               | 24        | 15          | Heroi de la Unió Soviètica                                                           |
| Laveikin, Ivan                  | 24        | 15          | Heroi de la Unió Soviètica                                                           |
| Pologov, Pavel                  | 23        | 16          | Heroi de la Unió Soviètica                                                           |
| Mikhalev, Basili                | 23        | 16          | Heroi de la Unió Soviètica                                                           |
| Solomatin, Alexei               | 17        | 22          | Heroi de la Unió Soviètica                                                           |
| Golubev, Basili                 | 16        | 23          | Heroi de la Unió Soviètica                                                           |
| Zotov, Nikolai                  | 28        | 10          | Heroi de la Unió Soviètica                                                           |
| Dzuba, Piotr                    | 22        | 16          | Heroi de la Unió Soviètica                                                           |
| Fomtxenkov, Piotr               | 12        | 26          | Heroi de la Unió Soviètica                                                           |
| Fedorov, Ivan                   | 37        |             | Heroi de la Unió Soviètica                                                           |